# Championnat de Singapour de football 1989
Navigation
Saison 1986 Saison 1992
La saison 1989 du Championnat de Singapour de football est la cinquante-septième édition de la première division à Singapour. Le championnat est organisé sous forme d'une poule unique où toutes les équipes se rencontrent deux fois au cours de la saison. Le système de promotion–relégation est inconnu.
C'est le club de Geylang International, tenant du titre, qui remporte à nouveau le championnat cette saison, après avoir terminé en tête du classement final, avec deux points d'avance sur Jurong Town SC et trois sur Balestier United RC. C'est le deuxième titre de champion de Singapour de l'histoire du club.

## Les clubs participants
| - Police SA - Tiong Bahru CSC - Singapore Armed Forces FC - Tyrwhitt SC | - Geylang International - Balestier United RC - Jurong Town SC |

## Compétition
Le barème de points servant à établir le classement se décompose ainsi :
- Victoire : 2 points ;
- Match nul : 1 point ;
- Défaite : 0 point.

### Classement
| Rang | Équipe                    | Pts | J  | G | N | P | Bp | Bc | Diff |
| ---- | ------------------------- | --- | -- | - | - | - | -- | -- | ---- |
| 1    | Geylang InternationalT    | 19  | 12 | 8 | 3 | 1 | 25 | 10 | +15  |
| 2    | Jurong Town SCC           | 17  | 12 | 7 | 3 | 2 | 24 | 12 | +12  |
| 3    | Balestier United RC       | 16  | 12 | 7 | 2 | 3 | 25 | 21 | +4   |
| 4    | Tiong Bahru CSC           | 11  | 12 | 3 | 5 | 4 | 14 | 16 | -2   |
| 5    | Police SA                 | 9   | 12 | 3 | 3 | 6 | 10 | 17 | -7   |
| 6    | Singapore Armed Forces FC | 8   | 12 | 4 | 0 | 8 | 19 | 26 | -7   |
| 7    | Tyrwhitt SC               | 4   | 12 | 1 | 2 | 9 | 8  | 23 | -15  |

|  | Qualification pour la Coupe d'Asie des clubs champions 1989-1990                             |
|  | T : Tenant du titre C : Vainqueur de la Coupe de Singapour P : Club promu de Second Division |

## Bilan de la saison
| Championnat de Singapour de football 1989  |                                  |
| Champion                                   | Geylang International (2e titre) |
| Coupes et trophées                         |                                  |
| Vainqueur de la Coupe de Singapour 1989    | Jurong Town SC                   |
| Qualifications continentales               |                                  |
| Coupe d'Asie des clubs champions 1989-1990 | Geylang International            |
| Promotions et relégations                  |                                  |
| Promus en National Football League         | Inconnus                         |
| Relégués en Second Division                | Inconnus                         |